# Portret Józefa Ciechońskiego
Portret Józefa Ciechońskiego – obraz polskiego malarza Jana Matejki z 1873 roku wykonany olejem na płótnie, znajdujący się w Galerii sztuki polskiej 1800-1945 Muzeum Śląskiego w Katowicach.
Obraz przedstawia ziemianina z Królestwa Kongresowego - Józefa Ciechońskiego. Model posiadał tytuł hrabiego papieskiego. Jest to portret w typie sarmackim. W 1873 Matejko był u szczytu swoich możliwości artystycznych. Był bardzo popularny w środowisku krakowskim. Napływały do niego zamówienia na portrety. Arrasowe tło jest nawiązaniem do świetności I Rzeczypospolitej. Układ ma podkreślić reprezentacyjność portretowanego. Chociaż jest osobą współczesną dla malującego, ubrany jest w historyczny żupan. Stojąc w centralnej części patrzy wprost na obserwującego. Prawą rękę opiera na oparciu fotela, na którym leży szabla. Gdy zamawiający portret zbankrutował, obraz ostatecznie trafił do kolekcji Abe Gutnajera. W jego antykwariacie w Warszawie kupiono go dla Muzeum Ślaskiego w 1927 roku.
Obraz ma wymiary 174 x 126 cm. Posiada sygnaturę w prawym dolnym rogu: JM | r.p. 1873. Muzealny nr inwentarzowy: MŚK/SzM/424.